# ديفيد جونز (ربان)
ديفيد جونز (بالإنجليزية: David Jones)‏ هو ربان ‏ أمريكي، ولد في 11 أكتوبر 1940.

## وصلات خارجية
- دايفيد جونز على موقع الاتحاد الدولي للملاحة الشراعية (موقع جديد) (الإنجليزية)
- دايفيد جونز على موقع اللجنة الأولمبية الدولية (الإنجليزية)
- دايفيد جونز على موقع أوليمبيديا (الإنجليزية)